# Vampiro (1901)
Vampiro es un relato corto de la escritora Emilia Pardo Bazán publicado en 1901. En el relato se hace una crítica velada de los matrimonios de conveniencia y no carece de cierta ironía y humor. El vampiro de la historia no es un bebedor de sangre, sino un individuo que absorbe la energía y vitalidad.

## Sinopsis
Don Fortunato Gayoso, un anciano de setenta y siete años, contrae matrimonio con la joven Inés de quince, sobrina del cura de Gondelle, en la parroquia de Nuestra Señora del Plomo cerca del lugar de Villacorta.
Aunque en principio parece un matrimonio muy ventajoso para Inés, debido a la riqueza de su marido y a su aparente fragilidad, que pronto le permitirá recibir una copiosa herencia, a cambio de asistir al anciano en los últimos momentos de su vida, no todo es lo que parece.
Detrás de este matrimonio de conveniencia se encuentra la intención de Don Fortunato de recuperar la salud, siguiendo el consejo de los especialistas, mediante la juventud de Inés. De esta forma el anciano comienza a mejorar y rejuvenecer, mientras que Inés se va consumiendo lentamente hasta morir antes de cumplir los veinte años.
Tras el éxito de su "tratamiento", Don Fortunato busca nueva novia, aunque tendrá que hacerlo fuera del pueblo para evitar alarmar a los vecinos.